# فيليب روث
فيليب روث (بالإنجليزية: Philip Roth) ( 19 مارس 1933 - 22 مايو 2018) روائي أمريكي وكاتب قصص قصيرة.
تتميز قصص روث الخيالية، التي ألفها في مسقط رأسه في مدينة نيوآرك بولاية نيوجيرسي الأمريكية، بكثافة شخصيات السيرة الذاتية، لطمس الفروق الفلسفية والرسمية بين الواقع والخيال، وذلك من خلال استخدامه «أسلوب حسي عبقري» واستكشافاته الاستفزازية للهوية الأمريكية. 
حصل روث على الاهتمام لأول مرة، بعد نشر روايته القصيرة وداعًا كولومبوس في عام 1959؛ حصلت المجموعة التي حملت هذا العنوان على جائزة الكتاب الوطنية الأمريكية للقصص الخيالية. أصبح روث واحدًا من أكثر الكتاب الأمريكيين حصولًا على جوائز بين أبناء جيله. حصلت كتب فيليب روث على جائزة الكتاب الوطنية مرتين، إضافة لحصولها على جائزة دائرة نقاد الكتب الوطنية مرة واحدة، وجائزة مؤسسة بين فولكنر ثلاث مرات. حصل روث أيضًا على جائزة بوليتزر عن روايته الرعوي الأمريكي لعام 1997، والتي ظهرت فيها واحدة من أشهر شخصياته، ناثان زوكرمان، التي عادت لتظهر في العديد من رواياته. حصلت رواية ذا هيومن ستين (وصمة عار الإنسان) لعام 2000، التي تضمنت شخصية ناثان زوكرمان، على جائزة دبليو إتش سميث الأدبية في المملكة المتحدة كأفضل كتاب في العام. حصل روث في عام 2001، في براغ، على جائز فرانتس كافكا الافتتاحية.

## العمل الأكاديمي
التحق روث بجامعة روتجرز في نيوآرك لمدة عام واحد، انتقل بعدها إلى جامعة باكنيل في ولاية بنسلفانيا، حيث حصل على درجة البكالوريوس في الآداب بدرجة شرف وانتُخب لعضوية جمعية فاي بيتا كابا الشرفية للفنون المتحررة والعلوم. حصل روث على منحة دراسية للالتحاق بجامعة شيكاغو، حيث حصل، في عام 1955، على درجة الماجستير بالأدب الإنجليزي، وعمل لفترة وجيزة كمدرس في برنامج الكتابة الجامعي. 
في نفس العام، التحق روث بقوات الجيش، بدلًا من انتظاره للتجنيد، إلّا أنه عانى من إصابة في الظهر أثناء التدريب الأساسي، وحصل على إعفاء طبي. عاد روث إلى شيكاغو عام 1956 لدراسة الدكتوراه في الأدب، إلّا أنه ترك الدراسة بعد فصل دراسي واحد. درّس روث مادة الكتابة الإبداعية في جامعتي آيوا وبرنستون، وواصل مسيرته الأكاديمية في وقت لاحق، إذ درّس مادة الأدب المقارن في عام 1991 قبل تقاعده من التدريس.

## أعمال مترجمة للعربية
| العمل             | المترجم      | التاريخ | مصدر   |
| ----------------- | ------------ | ------- | ------ |
| الوصمة البشرية    | فاطمة ناعوت  | 2012    | [ 24 ] |
| إنسان عادي        | أسامة منزلجي | 2019    |        |
| تزوجت شيوعياً      | أسامة منزلجي | 2019    | [ 25 ] |
| سخط               | خالد الجبيلي | 2020    | [ 26 ] |
| وداعاً كولومبوس    | أسامة منزلجي | 2020    | [ 27 ] |
| التآمر على أمريكا | أسامة منزلجي | 2021    |        |
| النقمة            | أسامة منزلجي | 2021    | [ 28 ] |
| الحيوان المُحتضر   | أسامة منزلجي | 2023    | [ 29 ] |

## وصلات خارجية
- فيليب روث على موقع IMDb (الإنجليزية)
- فيليب روث على موقع الموسوعة البريطانية (الإنجليزية)
- فيليب روث على موقع مونزينجر (الألمانية)
- فيليب روث على موقع ألو سيني (الفرنسية)
- فيليب روث على موقع ميوزك برينز (الإنجليزية)
- فيليب روث على موقع أول موفي (الإنجليزية)
- فيليب روث على موقع قاعدة بيانات برودواي على الإنترنت (الإنجليزية)
- فيليب روث على موقع قاعدة بيانات الأفلام السويدية (السويدية)
- فيليب روث على موقع إن إن دي بي (الإنجليزية)
- فيليب روث على موقع ديسكوغز (الإنجليزية)

- Literary Encyclopedia biography
- The Philip Roth Society
- Philip Roth looks back on a legendary career, and forward to his final act
- American Master's Philip Roth: Unmasked.
- أعمال بواسطة فيليب روث في المكتبة المفتوحة على أرشيف الإنترنت
- Web of Stories online video archive: Roth talks about his life and work in great depth and detail. Recorded in NYC, March 2011
- مرات الظهور على سي-سبان